# Sibichhausen
Sibichhausen ist ein Gemeindeteil der Gemeinde Berg im oberbayerischen Landkreis Starnberg. Das Dorf liegt am Starnberger See.
Der Name geht auf ursprünglich Sibitzhausen zurück und es liegt ein bajuwarischer Personenname wie Sibico/Sibicho zugrunde.

## Baudenkmäler
- Wegkapelle, im Kern aus dem 18. Jahrhundert: Die Kapelle wurde im Juli 2022 zerstört, als bei einem Unwetter ein großer Baum auf sie fiel.[1]